# Газда Младен
Газда Младен је роман српског књижевника из епохе реализма, Борисава "Боре" Станковића. Објављен је 1928. године, годину дана након Станковићеве смрти. Као једна од водећих тема у стваралаштву Борисава Станковића позиционирала се тема о патријархату, његовој улози и утицају на појединца. Пресек истраживања указује да патријархат својим неписаним законима, крутим ставовима, моралним предрасудама, углавном, оптерећује чланове своје заједнице. Друштво захтева од својих чланова да правила пренесе на породицу. Тако се зна начин понашања од најмлађег до најстаријег члана породице и друштва и не значи ни искључиво неповољан положај жена. Патријархат гуши било какав облик индивидуалности од најранијег доба код припадника оба пола. Непристајање на обрасце води изопштењу. Реч је о репресивном друштву које функционише по принципу казне за сваки испољени индивидуализам.